# Scorzonera cana
Scorzonera cana là một loài thực vật có hoa trong họ Cúc. Loài này được (C.A.Mey.) O.Hoffm. miêu tả khoa học đầu tiên năm 1893.